# Persone di cognome Hansen/Calciatori
| Questa pagina contiene informazioni ricavate automaticamente dalle voci biografiche con l'ausilio del template Bio e di un bot. L'aggiornamento è periodico e automatico e ricostruisce completamente la pagina. Se manca una persona in questa lista, sei pregato di non aggiungerla, ma accertati piuttosto che la sua voce biografica contenga il template Bio e che i dati anagrafici siano correttamente compilati. Se il template Bio manca, inseriscilo tu stesso o, in alternativa, metti l'avviso {{tmp\|Bio}} che ne segnala la mancanza. Se i dati riportati sono sbagliati, correggi direttamente la voce biografica; le modifiche saranno visibili in questa lista entro pochi giorni. Per chiarimenti vedi il progetto antroponimi. La lista contiene solo le 65 persone che sono citate nell'enciclopedia e per le quali è stato implementato correttamente il template Bio. Pagina aggiornata al 22 gen 2025. |

Questa è una lista di persone presenti nell'enciclopedia che hanno il cognome Hansen e sono calciatori.

## A(9)
- Asbjørn Hansen, calciatore norvegese (Sarpsborg, n. 1930 - Sarpsborg, † 2017)
- Alan Hansen, ex calciatore e giornalista scozzese (Alloa, n. 1955)
- Alf Hansen, calciatore norvegese (n. 1899 - † 1988)
- Allan Hansen, ex calciatore danese (Odense, n. 1956)
- Andreas Hansen, ex calciatore faroese (n. 1966)
- Andreas Hansen, calciatore danese (Brøndbyøster, n. 1995)
- André Hansen, calciatore norvegese (Oslo, n. 1989)
- Anker Hansen, calciatore norvegese (n. 1902 - † 1981)
- Arnbjørn Hansen, calciatore faroese (Eiði, n. 1986)

## B(5)
- Bent Hansen, calciatore danese (n. 1933 - † 2001)
- Bent Schmidt Hansen, calciatore danese (Horsens, n. 1946 - † 2013)
- Bjarne Hansen, calciatore norvegese (Oslo, n. 1929 - Oslo, † 2023)
- Bjarne Hansen, calciatore norvegese (n. 1894 - † 1915)
- Bo Hansen, ex calciatore danese (Holstebro, n. 1972)

## C(2)
- Carl Hansen, calciatore danese (Copenaghen, n. 1898 - Barra do Piraí, † 1978)
- Cato Hansen, ex calciatore norvegese (Bryne, n. 1988)

## E(6)
- Edvin Hansen, calciatore danese (Køge, n. 1920 - Køge, † 1990)
- Egon Hansen, calciatore danese (Copenaghen, n. 1937 - † 2023)
- Einar Hansen, calciatore faroese (Runavík, n. 1988)
- Einar Hansen, calciatore norvegese (n. 1892 - † 1951)
- Emil Hansen, calciatore norvegese (n. 1893 - † 1971)
- Even Hansen, calciatore norvegese (n. 1923 - † 2016)

## F(2)
- Frank Hansen, ex calciatore danese (Jyllinge, n. 1983)
- Frode Hansen, ex calciatore norvegese (Stavanger, n. 1972)

## G(3)
- Gert Hansen, ex calciatore danese (n. 1937)
- Glenn Arne Hansen, ex calciatore norvegese (n. 1972)
- Gunnar Hansen, calciatore norvegese (n. 1923 - † 2005)

## H(4)
- Harald Hansen, calciatore danese (Copenaghen, n. 1884 - Aarhus, † 1927)
- Harold Hansen, ex calciatore canadese (Vancouver, n. 1946)
- Heðin Hansen, calciatore faroese (Gøtu, n. 1993)
- Hugo Hansen, ex calciatore norvegese (Vega, n. 1967)

## J(12)
- Jens Jørgen Hansen, calciatore danese (Struer, n. 1939 - Struer, † 2022)
- Johan Hansen, ex calciatore faroese (Horsens, n. 1975)
- Jan Egil Hansen, ex calciatore norvegese (Trondheim, n. 1955)
- Jan Verner Hansen, ex calciatore danese (Køge, n. 1961)
- Jens Kristian Hansen, ex calciatore faroese (n. 1971)
- Jesper Hansen, calciatore danese (Slangerup, n. 1985)
- John Hansen, calciatore e allenatore di calcio danese (Copenaghen, n. 1924 - Copenaghen, † 1990)
- John Hansen, ex calciatore faroese (n. 1974)
- Johnny Hansen, ex calciatore danese (Vejle, n. 1943)
- Johnny Hansen, ex calciatore danese (Odense, n. 1966)
- Julian Hansen, ex calciatore faroese (n. 1963)
- Jústinus Hansen, ex calciatore faroese (Runavík, n. 1985)

## K(5)
- Kaj Hansen, calciatore danese (Copenaghen, n. 1940 - † 2009)
- Karl Aage Hansen, calciatore danese (Mesinge, n. 1921 - Gentofte, † 1990)
- Karsten Hansen, calciatore norvegese (n. 1926 - † 2009)
- Kian Hansen, calciatore danese (Grindsted, n. 1989)
- Knud Hansen, calciatore danese (Randers)

## M(4)
- Mads André Hansen, ex calciatore norvegese (Drammen, n. 1984)
- Mads Hansen, calciatore danese (Ikast, n. 2002)
- Martin Hansen, calciatore danese (Glostrup, n. 1990)
- Sontje Hansen, calciatore olandese (Hoorn, n. 2002)

## N(2)
- Niko Hansen, ex calciatore danese (Randers, n. 1994)
- Nikolaj Hansen, calciatore danese (Ringsted, n. 1993)

## O(1)
- Oddvar Hansen, calciatore e allenatore di calcio norvegese (Bergen, n. 1921 - Bergen, † 2011)

## P(1)
- Pauli Hansen, ex calciatore faroese (Tórshavn, n. 1980)

## R(1)
- Rino André Hansen, calciatore norvegese (Fredrikstad, n. 1970 - Fredrikstad, † 2024)

## S(3)
- Sophus Hansen, calciatore e arbitro di calcio danese (Copenaghen, n. 1889 - Copenaghen, † 1962)
- Svend Jørgen Hansen, calciatore danese (Odense, n. 1922 - † 2006)
- Sverre Hansen, calciatore norvegese (Larvik, n. 1913 - Larvik, † 1974)

## T(3)
- Tem Hansen, ex calciatore faroese (Vallø, n. 1984)
- Trond Hansen, ex calciatore norvegese (n. 1974)
- Tummas Hansen, ex calciatore faroese (n. 1966)

## W(1)
- Wilhelm Hansen, calciatore norvegese (n. 1895 - † 1974)

## Ó(1)
- Óli Hansen, ex calciatore faroese (Runavík, n. 1977)